# B.G.
B.G., de son vrai nom Christopher Dorsey (né le 3 septembre 1980 à La Nouvelle-Orléans en Louisiane), est un rappeur et acteur américain. Il lance sa carrière musicale en signant au label Cash Money Records en 1993, avec Lil Wayne (autrefois nommé Baby D.) membre du duo The B.G.'z. Ensemble, aux côtés des rappeurs Juvenile et Turk, ils forment le groupe Hot Boys en 1997. En 2001, B.G. met un terme à son contrat avec Cash Money Records, et fonde son propre label, Chopper City Records.
Le 18 juillet 2012, B.G. est condamné à 14 ans de prison. Il est en liberté surveillée depuis le début du mois de septembre 2023 après avoir purgé plus de 11 ans sur les 14 initialement prévus.

## Biographie
Le nom de scène B.G. est le diminutif de Baby Gangsta. B.G.lance sa carrière avec Lil Wayne en 1993, comme moitié dans le duo The B.G.'z. The B.G.'z enregistrent le mini-album True Story, publié chez Cash Money Records en 1995. Le premier véritable album solo de B.G., Chopper City est publié en 1996. Il suit des albums It's All On U, Vol. 1 le 1er juillet 1997, et It's All On U, Vol. 2 le 15 novembre 1997. Les deux derniers albums atteignent les classements musicaux,.
En 1997, il rejoint les Hot Boys avec d'autres rappeurs tels que Lil Wayne, Juvenile, Turk et le neveu de Birdman, Bulletproof. Peu après, ce dernier quitte le groupe pour poursuivre une carrière solo. Le premier album du groupe, Get It How U Live!, est publié en 1997. Cash Money Records ayant signé un contrat de distribution avec la major Universal Records, le premier album en major de B.G. (quatrième en tout), Chopper City in the Ghetto, est publié le 20 avril 1999 et atteint la 9e place du Billboard 200. L'album se vend massivement grâce au tube Bling-Bling (expression inventée par Lil Wayne[réf. nécessaire]), qui, avec l'autre tube de Juvenile Back That Azz Up, contribuent à la renommée nationale de Cash Money. « Bling-bling » devient également un terme argotique désignant n'importe quel type de bijou, voiture, ou n'importe quel signe extérieur de richesse excessivement cher, qui apparaissent très souvent dans les clips ou sur les pochettes d'albums de Cash Money Records. B.G. commence alors à porter de nombreuses montres Rolex et de large chaînes, ainsi qu'à mettre des dents en or massif pour célébrer son succès et son extrême richesse. Le mot « bling-bling » est ajouté dans l'Oxford English Dictionary en 2003. En parallèle, le second album des Hot Boys, Guerrilla Warfare, atteint le top 5 du Billboard 200 à sa sortie en 1999.
Checkmate, publié le 31 octobre 2000 et 21e du Billboard 200, est le dernier album de B.G. à sortir chez Cash Money Il déclare avoir quitté le label à cause d'une dispute à propos de ses royalties avec les propriétaires et fondateurs du label, Birdman et Ronald « Slim » Williams. Sous son propre label, Chopper City Records, signé chez Koch Records, B.G. publie de nombreux albums comme Livin' Legend le 25 février 2003 (21e du Billboard 200), Life After Cash Money le 27 juillet 2004 (22e du Billboard 200), The Heart of Tha Streetz, Vol. 1 le 24 mai 2005 (21e du Billboard 200), et The Heart of Tha Streetz, Vol. 2 (I Am What I Am) le 21 mai 2006 (6e du Billboard 200).
Le 11 juillet 2006, il publie l'album Play It How It Go. Avec les Chopper City Boyz, il enregistre We Got This en 2007 et Life in the Concrete Jungle en 2008. B.G. signe chez Atlantic Records en 2007. En avril 2009, les Hot Boys sont d'accord pour se reformer.
Le 18 juillet 2012, B.G. est condamné à 14 ans de prison pour possession illégale d'armes à feu et obstruction à la justice. Il est en liberté surveillée depuis le début du mois de septembre 2023 après avoir purgé plus de 11 ans sur les 14 initialement prévus,,.
Depuis juillet 2024, une décision de justice l'oblige à soumettre ses paroles aux autorités avant toute diffusion de ses chansons, et des modifications de sa liberté surveillée pourraient être imposées si ces paroles sont jugées contraires à ses objectifs de réhabilitation. Il lui est également interdit de s'associer avec des personnes ayant été condamnées pour un crime sans l'autorisation de son agent de probation,,.

## Discographie

### Albums studio
- 1996 : Chopper City
- 1997 : It's All on U, Vol. 1
- 1997 : It's All on U, Vol. 2
- 1999 : Chopper City in the Ghetto
- 2000 : Checkmate
- 2003 : Livin' Legend
- 2004 : Life After Cash Money
- 2005 : The Heart of tha Streetz, Vol. 1
- 2006 : The Heart of tha Streetz, Vol. 2 (I Am What I Am)
- 2006 : Play It How It Go
- 2009 : Too Hood 2 Be Hollywood

### Avec The B.G.'z
- 1995 : True Story
- 2007 : We Got This
- 2008 : Life in the Concrete Jungle

## Filmographie
- 2000 : Baller Blockin'
- 2005 : New Orleans Exposed